# Netelia tarsata
Netelia tarsata là một loài tò vò trong họ Ichneumonidae.